# Naturschutzgebiet Apfelwörth

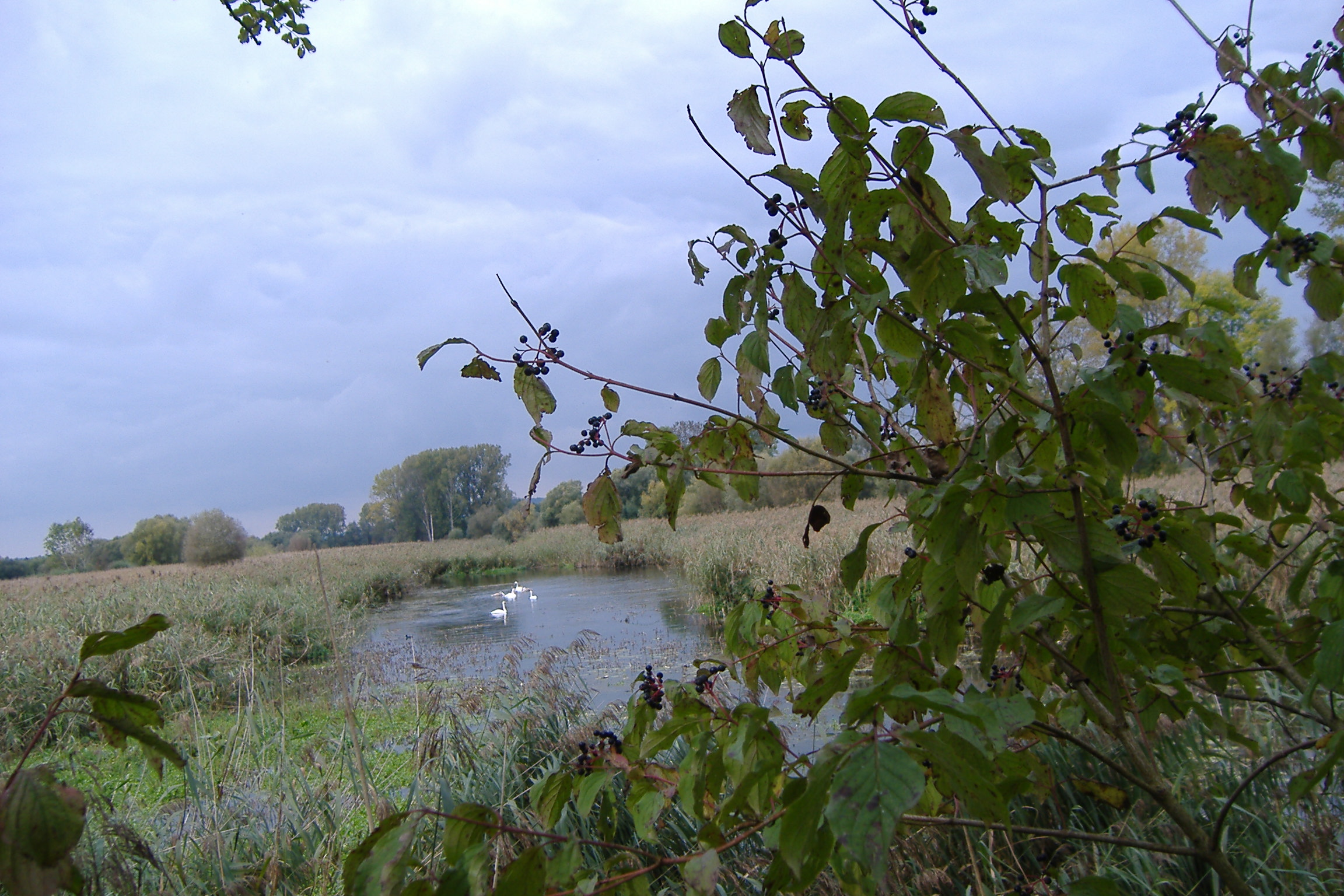
Altwasserarm der Donau

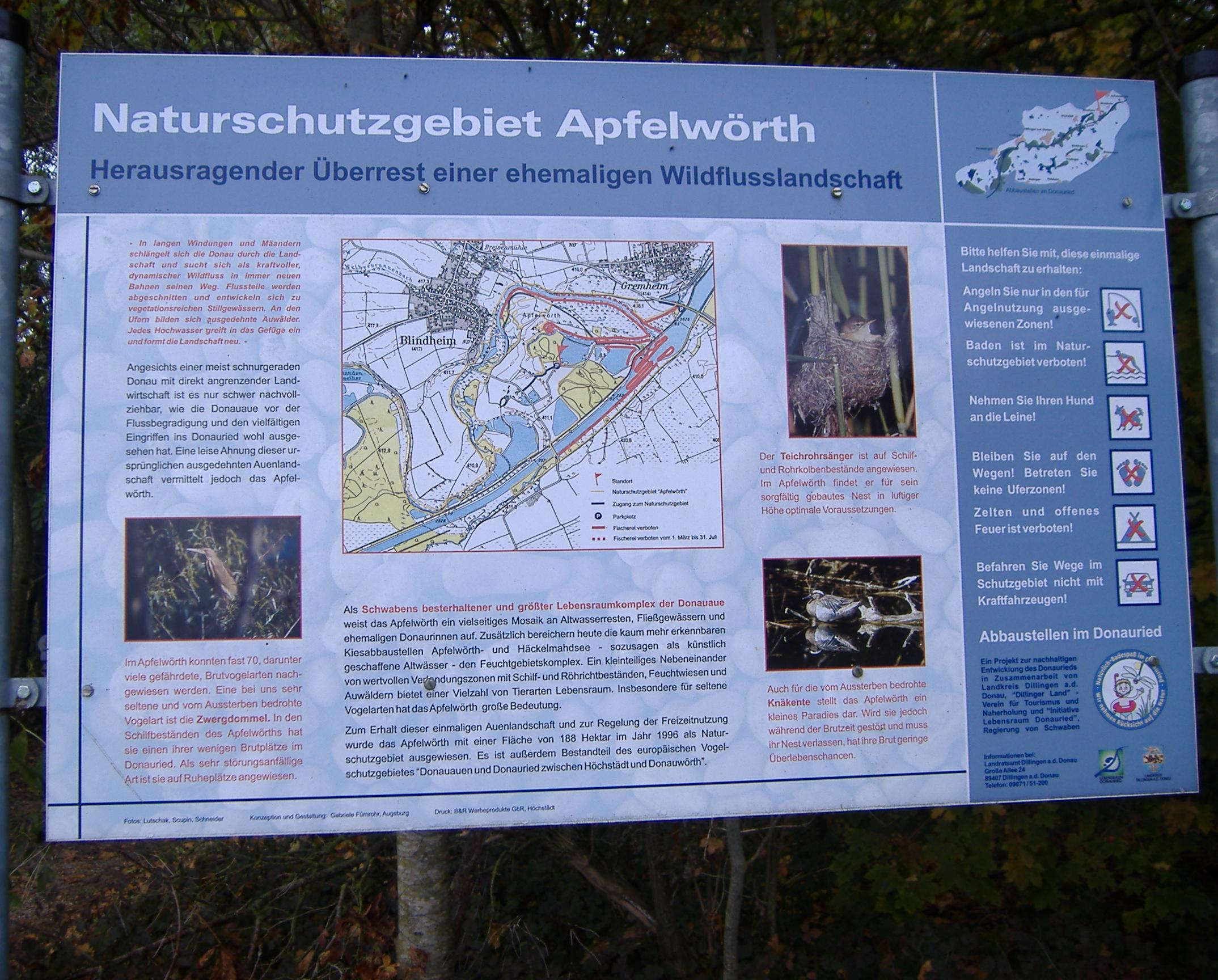
Infotafel: Naturschutzgebiet Apfelwörth

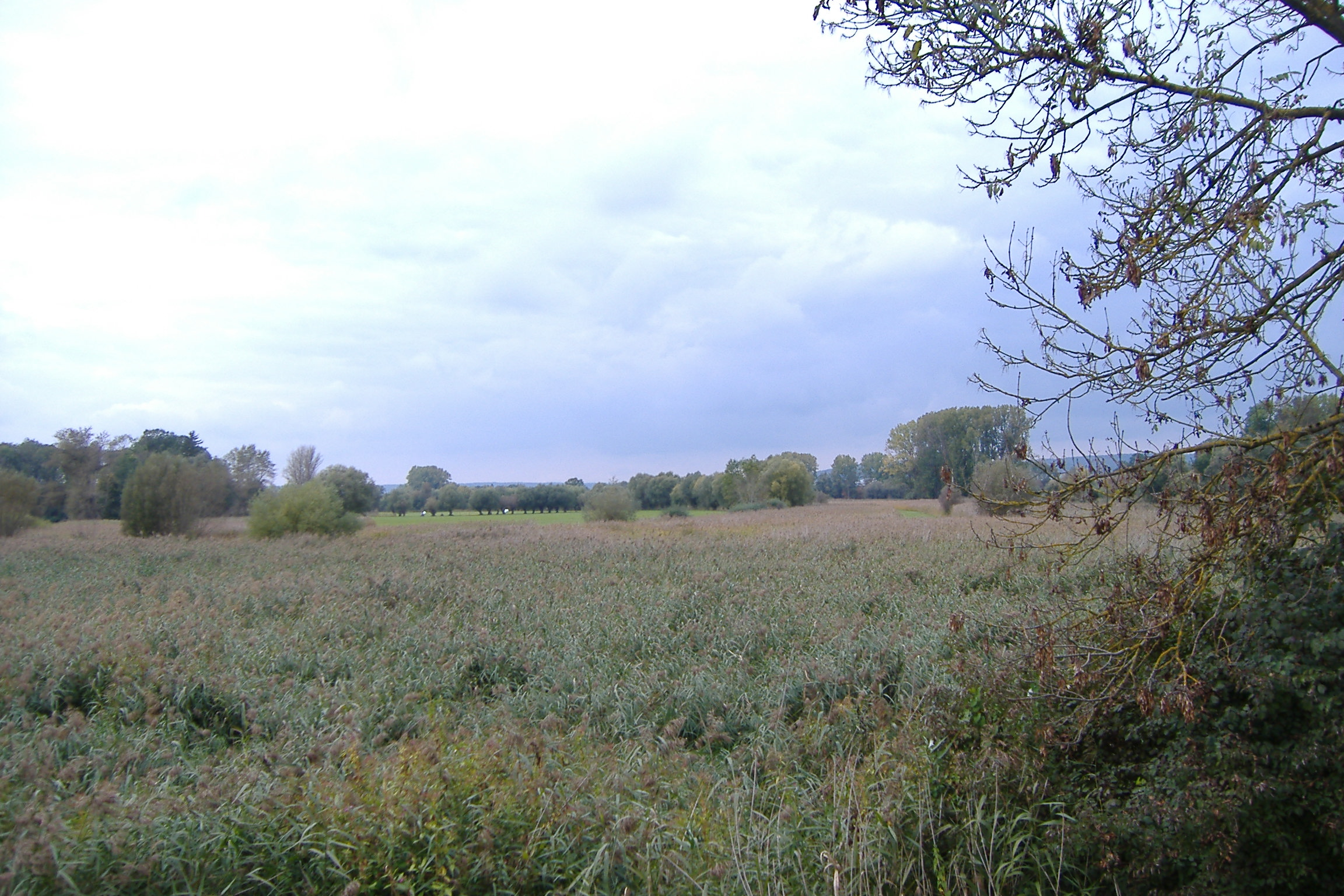
Schilf- und Röhrichtbestände, Feuchtwiesen sowie Auwälder bieten einer Vielzahl von Tierarten Lebensraum

Das Naturschutzgebiet Apfelwörth ist eines der größten und bedeutendsten Naturschutzgebiete in Schwaben. Es liegt in der Nähe von Blindheim und umfasst eine Fläche von 188 Hektar.
Apfelwörth ist ein Überrest der ehemals wildfließenden Donau. Durch Begradigung des Flusses wurden Teile abgeschnitten, die sich zu vegetationsreichen Stillgewässern entwickelten. Zusätzlich bereichern künstlich geschaffene Altwässer, entstanden durch intensiven Kiesabbau, das Feuchtgebiet. Dieses wird insbesondere von seltenen und bedrohten (über 70) Vogelarten bewohnt, die dort auch brüten. Dazu zählen u. a. die Zwergdommel, Knäkente und der Teichrohrsänger.
Apfelwörth ist ferner Bestandteil des europäischen Vogelschutzgebietes Donauauen und Donauried zwischen Höchstadt und Donauwörth.
Im gesamten Naturschutzgebiet herrscht absolutes Badeverbot, und Fischen ist nur zu bestimmten Zeiten erlaubt.